# Дипилонски стил
Дипилонски стил је архајски период у уметности античке Грчке карактеристичан по свом геометријском стилу. Име је добио по једној старој атинској некрополи која се налази у близини мјеста Дипилон и у којој су нађене тзв. дипилонске вазе.